# Picos de Europa
Picos de Europa är en bergskedja i Spanien. Den ligger i ett område delat mellan regionerna Asturien, Kantabrien och Kastilien och Leon. Arean är 650 kvadratkilometer.
Picos de Europa sträcker sig 14,9 km i sydvästlig-nordostlig riktning. Den högsta toppen är Pena Santa.
Topografiskt ingår följande toppar i Picos de Europa:
- Naranjo de Bulnes
- Peña Vieja
- Torre Cerredo